# Pygopleurus mithridates
Pygopleurus mithridates är en skalbaggsart som beskrevs av Rudolph Petrovitz 1962. Pygopleurus mithridates ingår i släktet Pygopleurus och familjen Glaphyridae. Inga underarter finns listade i Catalogue of Life.